# Gizaburuaga
Gizaburuaga en basque ou Guizaburuaga en espagnol est une commune de Biscaye dans la communauté autonome du Pays basque en Espagne.
Le nom officiel de la ville est Gizaburuaga.

## Toponymie
L'étymologie de Guizaburuaga paraît a priori claire. On peut décomposer le nom dans les mots suivants provenant du basque : giza (homme), buru (tête) et le suffixe locatif -aga. Sa traduction serait emplacement de têtes humaines.
Juan Ramón Iturriza, dans son Historia General de Vizcaya (1885), a repris une supposée tradition orale qui expliquerait l'origine d'un nom tellement énigmatique. Selon Iturriza l'ancien nom de Guizaburuaga était Ibaibaso (littéralement forêt de la rivière), jusqu'à ce qu'au Xe siècle, ce soient produits de sanglants combats dans ce lieu entre des Français et Biscaïens. À partir d'alors le lieu est devenu connu comme Guizaburuaga, qui signifierait l'homme sans tête (sic.).
Le toponyme a été écrit traditionnellement comme Guizaburuaga, qui est considéré comme nom formel de la localité en castillan. En accord avec les règles orthographiques modernes du basque (euskara), on doit écrire « Gizaburuaga » dans cette langue (la prononciation serait semblable à guisaburuaga). Durant l'année 2000, la mairie a officiellement adopté « Gizaburuaga » comme dénomination officielle de la commune.

## Démographie

### Quartiers
Les quartiers de Gizaburuaga sont: Eguen (Mairie, église), Lariz, Laxier et Okamika
| Évolution démographique entre 1857 et 2006 | Évolution démographique entre 1857 et 2006 | Évolution démographique entre 1857 et 2006 | Évolution démographique entre 1857 et 2006 | Évolution démographique entre 1857 et 2006 | Évolution démographique entre 1857 et 2006 | Évolution démographique entre 1857 et 2006 | Évolution démographique entre 1857 et 2006 | Évolution démographique entre 1857 et 2006 | Évolution démographique entre 1857 et 2006 | Évolution démographique entre 1857 et 2006 | Évolution démographique entre 1857 et 2006 | Évolution démographique entre 1857 et 2006 | Évolution démographique entre 1857 et 2006 | Évolution démographique entre 1857 et 2006 |
| 1857                                       | 1877                                       | 1887                                       | 1900                                       | 1910                                       | 1920                                       | 1930                                       | 1940                                       | 1950                                       | 1960                                       | 1970                                       | 1980                                       | 1991                                       | 2001                                       | 2006                                       |
| ------------------------------------------ | ------------------------------------------ | ------------------------------------------ | ------------------------------------------ | ------------------------------------------ | ------------------------------------------ | ------------------------------------------ | ------------------------------------------ | ------------------------------------------ | ------------------------------------------ | ------------------------------------------ | ------------------------------------------ | ------------------------------------------ | ------------------------------------------ | ------------------------------------------ |
| 274                                        | 326                                        | 367                                        | 386                                        | 408                                        | 379                                        | 321                                        | 330                                        | 336                                        | 313                                        | 177                                        | 150                                        | 128                                        | 144                                        | 179                                        |
| Source: Gizaburuaga (version basque)       |                                            |                                            |                                            |                                            |                                            |                                            |                                            |                                            |                                            |                                            |                                            |                                            |                                            |                                            |

## Histoire
Il y a une absence documentaire absolue sur Gizaburuaga jusqu'au XVIe siècle, époque à laquelle elle sera mentionnée pour la première fois par rapport aux procès existants entre Lekeitio et les populations rurales qui l'entouraient. Les églises d'Ispaster, d'Amoroto, de Mendexa et de Gizaburuaga dépendaient alors de l'église paroissiale de Santa Maria de Lekeitio, en tant que temples filiaux de celle-ci. Cette situation n'était pas du gout de ces populations, qui ont refusé parfois de payer la dîme à l'église de Lekeitio. Le procès a fini en 1519 quand le Pape Léon X a émis une bulle permettant aux églises de Gizaburuaga, Ispaster, Amoroto et de Mendexa d'être érigé en paroisses indépendantes avec capacité d'administrer tous les sacrements. Ce fait a aussi impliqué l'indépendance administrative de Gizaburuaga, puisque dans la Lur Laua de la Biscaye du XVIe siècle, paroisse et elizate administrative étaient des termes presque analogues.

## Industrie
Dans le territoire municipal de Gizaburuaga on trouve le Polígono Industrial d'Okamika (zone industrielle), inauguré en 1987. Il a été créé à l'initiative des municipalités de la vallée du Lea, qui jusque-là, manquait pratiquement d'industrie, ce qui supposait un sérieux problème de manque de travail pour les jeunes de la comarque. Gizaburuaga, bien qu'étant la localité la plus petite de la vallée, a été choisie pour la localisation du polygone pour être dans une zone centrale dans la vallée du Lea et par sa tradition proto-industrial.
20 ans après la création du polygone, environ les 30 entreprises que reçoit Okamika offrent quelque 400 postes de travail, devenant le principal moteur de l'économie locale, ainsi que d'un des principaux moteurs économiques de cette comarque.
Il faut souligner l'implantation d'usines de transformation du caoutchouc avec plusieurs entreprises de ce sous-secteur situées dans la commune (« Armearri Kautxoak », « Eluark-Lan Indar », « Hodikautxo », « Kautxo Tiuna Injection », « Kautxo Tiuna »). Toutes ces entreprises travaillent principalement en sous-traitance pour l'entreprise Cikautxo et sont apparues à grâce à celle-ci. La plus grande partie de l'emploi du polygone (environ 65 %) se concentre sur ces 5 entreprises.
Le reste des entreprises implantées dans le polygone sont diversifiées. Il y a une usine de lampes (« B.Lux-Herriola ») et une d'articles de quincaillerie (Manufactura Urcal), qui emploie 20 ouvriers. Les autres entreprises sont plus petites.

### Sources
- (es)/(eu) Cet article est partiellement ou en totalité issu des articles intitulés en espagnol « Guizaburuaga » (voir la liste des auteurs) et en basque « Gizaburuaga » (voir la liste des auteurs).